# Zethus campanulatus
Zethus campanulatus är en stekelart som beskrevs av Fox 1899. Zethus campanulatus ingår i släktet Zethus och familjen Eumenidae. Inga underarter finns listade i Catalogue of Life.